# Siproeta
Siproeta is een geslacht van vlinders uit de familie Nymphalidae.

## Soorten
- Siproeta epaphus (Latreille, 1813)
- Siproeta stelenes (Linnaeus, 1758)
- Siproeta superba (Bates, 1864)
- Siproeta trayja (Hübner, 1816)